# Amphichaetodon howensis
Amphichaetodon howensis е вид лъчеперка от семейство Chaetodontidae. Видът е незастрашен от изчезване.

## Разпространение и местообитание
Разпространен е в Австралия (Лорд Хау), Нова Зеландия и Остров Норфолк.
Среща се на дълбочина от 10 до 150 m, при температура на водата около 20,8 °C и соленост 35,6 ‰.

## Описание
На дължина достигат до 18 cm.
Популацията на вида е стабилна.